# Třebnouševes
Třebnouševes är en ort i Tjeckien. Den ligger i den centrala delen av landet, 90 km öster om huvudstaden Prag. Třebnouševes ligger 275 meter över havet och antalet invånare är 274.
Terrängen runt Třebnouševes är huvudsakligen platt, men åt nordväst är den kuperad. Runt Třebnouševes är det tätbefolkat, med 570 invånare per kvadratkilometer. Närmaste större samhälle är Hradec Králové, 19,3 km sydost om Třebnouševes. Trakten runt Třebnouševes består till största delen av jordbruksmark.